# Halicyclops cenoticola
Halicyclops cenoticola – gatunek widłonoga z rodziny Halicyclopidae. Opisał go w 1998 roku międzynarodowy zespół zoologów w składzie: Carlos Eduardo Falavigna da Rocha, Thomas M. Iliffe, Janet W. Reid oraz Eduard Suárez-Morales. Miejsce typowe to leje zapadliskowe (cenote) Grutas de Santa Maria w gminie Homún na półwyspie Jukatan w Meksyku.